# Überweisungsgesetz (Deutschland)
Das deutsche Überweisungsgesetz (abgekürzt ÜG) vom 21. Juli 1999 (BGBl. I S. 1642), in Kraft getreten am 14. August, hat gesetzliche Regelungen über den bargeldlosen Zahlungsverkehr in das Bürgerliche Gesetzbuch (BGB) eingefügt.
Es wurden Vorschriften über:
- den Überweisungsvertrag,
- den Zahlungsvertrag und
- den Girovertrag geschaffen.

Der neue § 675a BGB legt demjenigen, der sich zur Besorgung von Geschäften öffentlich erboten hat, insbesondere Kreditinstituten, für gewisse Standardgeschäfte Informationspflichten (zum Beispiel über Entgelte) auf.
Als Übergangsvorschrift wurde Art. 228 EGBGB erlassen.